# ササクレシロオニタケ
ササクレシロオニタケ（Amanita eijii）は、ハラタケ目テングタケ科テングタケ属のキノコである。

## 特徴
夏から秋にコナラ、モミ、マツ林などの樹下に発生する。可食とする文献もあるが、猛毒のドクツルタケに似るので安易に食すのは危険である。